# يوم عالمي
تخصص منظمة الأمم المتحدة أو غيرها من المنظمات أياماً عالمية أو دولية لمواضيع محددة لجلب انتباه الناس في العالم إليها.

## يناير
- 1 يناير: اليوم العالمي للأسرة مشاركة مع اليوم العالمي للسلام
- 4 يناير: اليوم العالمي لبرايل
- 6 يناير: اليوم العالمي ليتامى الحروب
- 24 يناير: اليوم الدولي للتعليم
- 26 يناير: اليوم العالمي للجمارك
- 27 يناير: اليوم الدولي لإحياء ذكرى ضحايا محرقة اليهود[1][2]
- الأحد الثالث من الشهر: اليوم العالمي للأديان

## فبراير
- 2 فبراير: اليوم العالمي للمناطق الرطبة
- 4 فبراير: اليوم العالمي لمكافحة مرض السرطان[1]
- 6 فبراير: اليوم العالمي لرفض ختان الإناث[1]
- 12 فبراير:
  - اليوم العالمي للأطفال المجندين للحرب
  - يوم داروين
- 13 فبراير: يوم الإذاعة العالمي[2]
- 20 فبراير: اليوم العالمي للعدالة الاجتماعية [1][3]
- 21 فبراير: اليوم العالمي للغة الأم[1]
- 27 فبراير: اليوم العالمي للدب القطبي

## مارس
- 1 مارس: اليوم العالمي للدفاع المدني [4]
- 1 مارس: يوم الانعدام التام للتمييز
- 3 مارس: اليوم العالمي للأحياء البريّة
- 4 مارس:
- اليوم العالمي للمهندسين
- اليوم العالمي لمكافحة السمنة
- 8 مارس: اليوم الدولي للمرأة[1][2]
- 15 مارس: اليوم العالمي لمناهضة تعسفات الشرطة
- 16 مارس: اليوم العالمي للنوم
- 17 مارس: اليوم الدولي للقضاء على الفقر
- 20 مارس:
  - اليوم العالمي للغة الفرنسية
  - اليوم الدولي للفرنكوفونية[2]
  - اليوم الدولي للسعادة
- 21 مارس:
  - اليوم العالمي لمتلازمة داون
  - اليوم الدولي للقضاء على التمييز العنصري
  - اليوم العالمي للشعر [5]
  - يوم النوروز الدولي [2]
- 22 مارس:
  - اليوم العالمي للماء [6]
  - اليوم الدولي للرياضة من أجل التنمية والسلام [2]
- 23 مارس: اليوم العالمي للأرصاد الجوية [7]
- 24 مارس:اليوم العالمي لمكافحة مرض السل
- 25 مارس:
- 27 مارس: اليوم العالمي للمسرح [8]

## أبريل
- 2 أبريل: اليوم العالمي للتوحد.[9]
- 2 أبريل: اليوم العالمي لكتاب الطفل.
- 4 أبريل: اليوم العالمي للتوعية بخطر الألغام.
- 6 أبريل: اليوم الدولي للرياضة من أجل التنمية والسلام
- 7 أبريل:
  - اليوم العالمي للصحة.
  - اليوم الدولي للتفكر في الإبادة الجماعية التي وقعت عام 1994 في رواندا
- 8 أبريل: اليوم العالمي للغجر.
- 11 أبريل: اليوم العالمي لمرض باركنسون.
- 12 أبريل: اليوم الدولي للرحلة البشرية إلى الفضاء.
- 17 أبريل: اليوم العالمي لمرض الناعور
- 17 أبريل: يوم الأسير الفلسطيني
- 18 أبريل: يوم التراث العالمي.
- 20 أبريل: اليوم العالمي للغة الصينية
- 24 أبريل: اليوم العالمي للإبداع والابتكار
- 22 أبريل: اليوم العالمي للأرض
- 23 أبريل:
  - اليوم العالمي للغة الإنجليزية.
  - اليوم العالمي للكتاب وحقوق المؤلف.[2]
- 25 أبريل: اليوم العالمي لمكافحة مرض الملاريا
- 26 أبريل: اليوم العالمي للملكية الفكرية.
- 28 أبريل: اليوم العالمي لحوادث العمل
- 29 أبريل: اليوم العالمي للرقص
- 30 أبريل: اليوم الدولي لموسيقى الجاز.[2]

## مايو
- 1 مايو: اليوم العالمي للعمل
- 3 مايو: اليوم العالمي لحرية الصحافة[2]
- 6 مايو: يوم اللا حمية العالمي
- 7 مايو: اليوم العالمي ليتامى الإيدز
- 8 مايو: اليوم العالمي للثلاسيميا " أنيميا البحر الأبيض المتوسط "
- 9 مايو: يوم أوروبا
- 10 مايو: اليوم العالمي لمرض للذئبة الحمراء " Systemic Lupus "
- 11 مايو: اليوم العالمي للكائنات المهددة
- 12 مايو: اليوم العالمي للتمريض
- 15 مايو: اليوم العالمي للأسرة
- 16 مايو: اليوم العالمي للعيش بسلام
- 17 مايو: اليوم العالمي لمجتمع المعلوماتية أو اليوم العالمي للاتصالات اللاسلكية
- 18 مايو: اليوم العالمي للمتحف
- 21 مايو: اليوم العالمي للتنوع الثقافي من أجل الحوار والتنمية[2]
- 22 مايو: اليوم العالمي للتنوع البيولوجي[2]
- 23 مايو: اليوم العالمي للسلحفاة
- 25 مايو:
  - اليوم العالمي للأطفال المختفين.
  - يوم أفريقيا.[2]
  - اليوم العالمي لكرة القدم.[10]
- 28 مايو: اليوم العالمي من أجل تنمية صحة المرأة
- 29 مايو: اليوم العالمي لقبعات الزرق
- 31 مايو: اليوم العالمي بدون تدخين

## يونيو
- 1 يونيو: اليوم العالمي للطفولة.
- 4 يونيو: اليوم العالمي للأطفال ضحايا الاعتداءات.
- 5 يونيو: اليوم العالمي للبيئة[2]*
- 6 يونيو: اليوم العالمي للغة الروسية.
- 8 يونيو: اليوم العالمي للمحيطات.
- 12 يونيو: اليوم العالمي لمحاربة تشغيل الأطفال.
- 14 يونيو: اليوم العالمي للتبرع بالدم.
- 15 يونيو: اليوم العالمي لمحاربة المجاعة.
- 16 يونيو: اليوم العالمي لأطفال إفريقيا
- 17 يونيو: اليوم العالمي لمكافحة التصحر والجفاف.[2]
- 19 يونيو: اليوم العالمي للأنيميا المنجلية
- 20 يونيو: اليوم العالمي للاجئين.
- 26 يونيو: اليوم العالمي لمحاربة تعاطي والمتاجرة بالمخدرات.
- 26 يونيو: اليوم العالمي للأمم المتحدة لمساندة ضحايا التعذيب.
- 29 يونيو: اليوم العالمي للتمثيل الغذائي

## يوليو
- أول سبت من الشهر: اليوم العالمي للتعاونيات.
- 07 يوليو: اليوم النوبي العالمي .
- 11 يوليو: اليوم العالمي للسكان.
- 17 يوليو: اليوم العالمي للإيموجي
- 18 يوليو: اليوم الدولي لنيلسون مانديلا.[2]
- 29 يوليو: اليوم العالمي للتنوع الثقافي ومحاربة التمييز العنصري.
- 30 يوليو: اليوم الدولي للصداقة.
- 30 يوليو: اليوم العالمي لمناهضة الاتجار بالأشخاص[11]

## أغسطس
- 9 أغسطس: اليوم الدولي للشعوب الأصلية.[2]
- 12 أغسطس: اليوم العالمي للشباب.[2]
- 13 أغسطس: اليوم العالمي لعسريي اليد
- 23 أغسطس: اليوم العالمي لتذكير بتجارة الرقيق ومرسوم تحريمها يوم 27 أبريل 1848

## سبتمبر
- 8 سبتمبر: اليوم الدولي لمحو الأمية.
- 9 سبتمبر: اليوم العالمي للإسعافات الأولية.
- 10 سبتمبر: اليوم العالمي لمحاربة الانتحار.
- 13 سبتمبر: اليوم العالمي للقانون.
- 15 سبتمبر: اليوم العالمي للديمقراطية.
- 16 سبتمبر: اليوم العالمي للحفاظ على طبقة الأوزون.
- 25 سبتمبر: اليوم العالمي للصيادلة
- 21 سبتمبر:
  - اليوم العالمي للسلام،
  - اليوم العالمي للزهايمر.
- 22 سبتمبر: يوم بدون سيارات.
- 23 سبتمبر: اليوم الوطني للمملكة العربية السعودية
- 26 سبتمبر:
  - اليوم العالمي للقلب.
  - اليوم الدولي للإزالة الكاملة للأسلحة النووية
- 27 سبتمبر:
  - اليوم العالمي لمقاومة الحروب والاحتلال.
  - اليوم العالمي للسياحة
- 28 سبتمبر: اليوم العالمي لداء الكلب
- 29 سبتمبر: اليوم العالمي للقهوة.
- 30 سبتمبر: اليوم الدولي للترجمة

## أكتوبر
- 1 أكتوبر: اليوم العالمي للمسنين واليوم العالمي للموسيقى
- 2 أكتوبر: اليوم العالمي لللا عنف
- 4 أكتوبر: اليوم العالمي للحيوان
- 5 أكتوبر: اليوم العالمي للمدرس واليوم العالمي والعربي للسكن
- 9 أكتوبر: يوم البريد العالمي
- 10 أكتوبر: اليوم العالمي للصحة العقلية
- 11 أكتوبر: اليوم العالمي للفتاة - اليوم العالمي لمكافحة السمنة
- 12 أكتوبر: اليوم العالمي للغة الإسبانية.
- 14 أكتوبر: اليوم العربي للبيئة
- 15 أكتوبر: اليوم العالمي لغسل اليدين
- 16 أكتوبر: اليوم العالمي للغذاء
- 20 أكتوبر: اليوم العالمي لهشاشة العظام أو تخلخل العظام
- 23 أكتوبر:يوم المول
- 24 أكتوبر: يوم الأمم المتحدة
- 17 - 19 أكتوبر: اليوم العالمي للفقر.

## نوفمبر
- 1 نوفمبر: اليوم العالمي للنباتيين
- 9 نوفمبر: اليوم العالمي للحرية
- 10 نوفمبر: اليوم العالمي للعلم لصالح السلام والتنمية[12]
- 14 نوفمبر: اليوم العالمي للسكري
- 16 نوفمبر: اليوم الدولي للتسامح
- 17 نوفمبر: يوم الطلاب الدولي
- 19 نوفمبر: اليوم العالمي للرجل
- 20 نوفمبر: اليوم العالمي لحقوق الطفل
- 21 نوفمبر: اليوم العالمي للتلفاز
- 25 نوفمبر: اليوم الدولي للقضاء على العنف ضد المرأة
- 29 نوفمبر: اليوم الدولي للتضامن مع الشعب الفلسطيني

## ديسمبر
- 1 ديسمبر: اليوم العالمي للإيدز
- 2 ديسمبر: اليوم العالمي للقضاء على الرق
- 3 ديسمبر: اليوم العالمي لذوي الاحتياجات الخاصة
- 5 ديسمبر: اليوم العالمي للتطوع
- 7 ديسمبر: اليوم العالمي للطيران المدني
- 9 ديسمبر: اليوم الدولي لمكافحة الفساد
- 10 ديسمبر: اليوم العالمي لحقوق الإنسان
- 11 ديسمبر: يوم الجبل
- 15 ديسمبر: اليوم العالمي للشاي - اليوم العالمي للإفتاء
- 18 ديسمبر:
  - اليوم العالمي للغة العربية
  - اليوم العالمي للمهاجرين
- 19 ديسمبر: يوم الأمم المتحدة للتعاون جنوب-جنوب
- 20 ديسمبر: اليوم العالمي للتضامن الإنساني